# Цзяньчуань
26°32′01″ пн. ш. 99°54′20″ сх. д. / 26.53358° пн. ш. 99.90567° сх. д.
Цзяньчуань (кит. 剑川县, пін. Jiànchuān Xiàn) — один із повітів КНР у складі Далі-Байської автономної префектури, провінція Юньнань. Адміністративний центр — містечко Цзіньхуа.

## Географія
Цзяньчуань лежить на півночі префектури у горах Гендуаншань.

### Клімат
Повіт знаходиться у зоні, котра характеризується океанічним кліматом субтропічних нагір'їв. Найтепліший місяць — червень із середньою температурою 19,2 °C. Найхолодніший місяць — січень, із середньою температурою 5 °С.
| Клімат повіту Цзяньчуань | Клімат повіту Цзяньчуань | Клімат повіту Цзяньчуань | Клімат повіту Цзяньчуань | Клімат повіту Цзяньчуань | Клімат повіту Цзяньчуань | Клімат повіту Цзяньчуань | Клімат повіту Цзяньчуань | Клімат повіту Цзяньчуань | Клімат повіту Цзяньчуань | Клімат повіту Цзяньчуань | Клімат повіту Цзяньчуань | Клімат повіту Цзяньчуань | Клімат повіту Цзяньчуань |
| Показник                 | Січ.                     | Лют.                     | Бер.                     | Квіт.                    | Трав.                    | Черв.                    | Лип.                     | Серп.                    | Вер.                     | Жовт.                    | Лист.                    | Груд.                    | Рік                      |
| Середній максимум, °C    | 15,5                     | 16,8                     | 19                       | 21,3                     | 24,2                     | 24,7                     | 23,9                     | 24,1                     | 23,1                     | 21,5                     | 18                       | 15,8                     | 20,7                     |
| Середня температура, °C  | 5                        | 6,7                      | 9,6                      | 12,5                     | 16,4                     | 19,2                     | 18,9                     | 18,3                     | 16,7                     | 13,5                     | 8,9                      | 5,5                      | 12,6                     |
| Середній мінімум, °C     | −2,9                     | −1,2                     | 1,8                      | 4,9                      | 9,6                      | 14,9                     | 15,6                     | 14,8                     | 13,1                     | 8,5                      | 2,4                      | −1,8                     | 6,6                      |
| Норма опадів, мм         | 5.5                      | 8.5                      | 17.7                     | 17.7                     | 53.1                     | 111                      | 184.5                    | 155.3                    | 113.4                    | 60.6                     | 16.9                     | 4.9                      | 749.1                    |
| Вологість повітря, %     | 58                       | 56                       | 57                       | 62                       | 65                       | 74                       | 82                       | 83                       | 83                       | 78                       | 71                       | 65                       | 69.5                     |
| ------------------------ | ------------------------ | ------------------------ | ------------------------ | ------------------------ | ------------------------ | ------------------------ | ------------------------ | ------------------------ | ------------------------ | ------------------------ | ------------------------ | ------------------------ | ------------------------ |
| Джерело: data.cma.cn     |                          |                          |                          |                          |                          |                          |                          |                          |                          |                          |                          |                          |                          |